# Episodi di Casualty (ottava stagione)
L'ottava stagione della serie televisiva Casualty è stata trasmessa in anteprima nel Regno Unito da BBC One tra il 18 settembre 1993 e il 26 febbraio 1994.
| nº | Titolo originale          | Titolo italiano | Prima TV UK       | Prima TV Italia |
| -- | ------------------------- | --------------- | ----------------- | --------------- |
| 1  | Cat in Hell               |                 | 18 settembre 1993 |                 |
| 2  | Riders on the Storm       |                 | 25 settembre 1993 |                 |
| 3  | The Final Word            |                 | 2 ottobre 1993    |                 |
| 4  | No Place to Hide          |                 | 9 ottobre 1993    |                 |
| 5  | Sunday, Bloody Sunday     |                 | 16 ottobre 1993   |                 |
| 6  | Good Friends              |                 | 23 ottobre 1993   |                 |
| 7  | Kill or Cure              |                 | 30 ottobre 1993   |                 |
| 8  | Born Losers               |                 | 6 novembre 1993   |                 |
| 9  | High Roller               |                 | 6 novembre 1993   |                 |
| 10 | Deceptions                |                 | 20 novembre 1993  |                 |
| 11 | Give Us This Day          |                 | 27 novembre 1993  |                 |
| 12 | Wild Card                 |                 | 4 dicembre 1993   |                 |
| 13 | The Good Life             |                 | 11 dicembre 1993  |                 |
| 14 | Out to Lunch              |                 | 18 dicembre 1993  |                 |
| 15 | Comfort and Joy           |                 | 26 dicembre 1993  |                 |
| 16 | Family Ties               |                 | 1º gennaio 1994   |                 |
| 17 | United We Fall            |                 | 8 gennaio 1994    |                 |
| 18 | Tippers                   |                 | 15 gennaio 1994   |                 |
| 19 | Value for Money           |                 | 22 gennaio 1994   |                 |
| 20 | Care in the Community     |                 | 29 gennaio 1994   |                 |
| 21 | Signed, Sealed, Delivered |                 | 5 febbraio 1994   |                 |
| 22 | Relations                 |                 | 12 febbraio 1994  |                 |
| 23 | Grand Rational            |                 | 19 febbraio 1994  |                 |
| 24 | Hidden Agendas            |                 | 26 febbraio 1994  |                 |